# Чорна черепаха індійська
Чорна черепаха індійська (Melanochelys trijuga) — вид черепах з роду Чорна черепаха родини Азійські прісноводні черепахи. Має 7 підвидів. Інша назва «індійська трикілева черепаха».

## Опис
Загальна довжина коливається від 25 до 38 см. Голова помірного розміру. Панцир потужний з 3 поздовжніми кілями. Лапи сильні з плавальними перетинки, які розташовані біля самих кігтів. На них розташована луска великого розміру. Хвіст товстий.
Загальне забарвлення як зверху, так і знизу темно—коричневе або чорне Голова та шия сіруваті, на потилиці присутні яскрава жовта пляма.

## Спосіб життя
Полюбляє річки, ставки, озера. Може подорожувати між водоймами й значний час перебувати на суходолі. Харчується здебільшого рослинною їжею, лише іноді вживає комах та молюсків.
Самиця відкладає до 10 яєць.

## Розповсюдження
Мешкає в Індії, Бангладеш, М'янмі, Непалі, на Шрі-Ланці, Мальдивських островах, архіпелазі Чагос.

## Підвиди
- Melanochelys trijuga trijuga
- Melanochelys trijuga coronata
- Melanochelys trijuga edeniana
- Melanochelys trijuga indopeninsularis
- Melanochelys trijuga parkeri
- Melanochelys trijuga thermalis
- Melanochelys trijuga wiroti